# Jens Weißflog
Jens Weißflog (Erlabrunn, RDA, 21 de julio de 1974) es un deportista alemán que compitió para la RDA en salto en esquí. 
Participó en cuatro Juegos Olímpicos de Invierno, entre los años 1984 y 1994, obteniendo en total cuatro medallas: dos en Sarajevo 1984, oro en tampolín normal individual y plata en trampolín grande individual, y dos de oro en Lillehammer 1994, en las pruebas de trampolín grande individual y por equipo (junto con Hansjörg Jäkle, Christof Duffner y Dieter Thoma).
Ganó once medallas en el Campeonato Mundial de Esquí Nórdico entre los años 1984 y 1995.

## Palmarés internacional
| Representando a la RDA   |                        |                   |                |
| Juegos Olímpicos         |                        |                   |                |
| Año                      | Lugar                  | Medalla           | Prueba         |
| 1984                     | Sarajevo (Yugoslavia)  | Medalla de oro    | TN individual  |
| 1984                     | Sarajevo (Yugoslavia)  | Medalla de plata  | TG individual  |
| Campeonato Mundial       |                        |                   |                |
| Año                      | Lugar                  | Medalla           | Prueba         |
| 1984                     | Engelberg (Suiza)      | Medalla de oro    | TN individual  |
| 1984                     | Engelberg (Suiza)      | Medalla de plata  | TG individual  |
| 1984                     | Engelberg (Suiza)      | Medalla de plata  | TG por equipos |
| 1985                     | Seefeld (Austria)      | Medalla de oro    | TN individual  |
| 1985                     | Seefeld (Austria)      | Medalla de bronce | TG por equipos |
| 1989                     | Lahti (Finlandia)      | Medalla de oro    | TN individual  |
| 1989                     | Lahti (Finlandia)      | Medalla de plata  | TG individual  |
| Representando a Alemania |                        |                   |                |
| Juegos Olímpicos         |                        |                   |                |
| Año                      | Lugar                  | Medalla           | Prueba         |
| 1994                     | Lillehammer (Noruega)  | Medalla de oro    | TG individual  |
| 1994                     | Lillehammer (Noruega)  | Medalla de oro    | TG por equipos |
| Campeonato Mundial       |                        |                   |                |
| Año                      | Lugar                  | Medalla           | Prueba         |
| 1991                     | Val di Fiemme (Italia) | Medalla de bronce | TG individual  |
| 1991                     | Val di Fiemme (Italia) | Medalla de bronce | TG por equipos |
| 1995                     | Thunder Bay (Canadá)   | Medalla de plata  | TG por equipos |
| 1995                     | Thunder Bay (Canadá)   | Medalla de bronce | TG individual  |